# توماس كوك وابنه
توماس كوك وابنه (بالإنجليزية: Thomas Cook and Son)‏ هو اسم أحد مكاتب السفريات البريطانية الشهيرة التي أسسها عام 1871 توماس كوك مع توماس ماسون كوك كشريك وثيق. وثاني أكبر شركة للسياحة في أوروبا. بعد وفاة المؤسس واصل تسيير الشركة أحفاده وكان ذلك بين عامي 1892 إلى غاية 1928 وفي الأخير تم بيعها.

## أهم محطات تاريخ الشركة
- 1872 توماس كوك يفتح مكتباً في القاهرة لتنظيم رحلات بالسفينة.
- 26 سبتمبر 1872 تنظيم أول رحلة حول العالم دامت 222 يوماً.
- 1879 ينسحب توما كوك من الشركة، ويصبح ابنه الشريك الوحيد في إدارة الشركة.
- 1892 وفاة توماس كوك عن عمر الثالثة والثمانين.
- 1899 وفاة ابنه توماس ماسون كوك، ليتولى إدارة أعمال الشركة أبنائه فرانك هنري، إرنست إدوارد، وتوماس ألبرت.
- 1900 شركة توماس كوك وابنه تصبح الرائدة عالميا في مجال السفريات.
- 1919 شركة توماس كوك وابنه تمنح أول تذاكر سفر بالطائرة.
- 1928 فرانك هنري، وإرنست إدوارد يبيعان الشركة.